# Pyrinia eubaphe
Pyrinia eubaphe är en fjärilsart som beskrevs av Felder och Alois Friedrich Rogenhofer 1875. Pyrinia eubaphe ingår i släktet Pyrinia och familjen mätare. Inga underarter finns listade.